# オア駅
オア駅（オアえき、英語: Ore railway station）は、イギリスのイースト・サセックス州オアにあるマーシュリンク線の鉄道駅。ゴヴィア・テムズリンク・レールウェイとサウスイースタンが乗り入れている。
この駅からアシュフォード国際駅方面は非電化、ヘイスティングス駅方面は直流750V第三軌条方式の電化路線となっている。

## 歴史
1888年に開業し、1935年に電化された。

## 運行頻度
2019年5月現在の平日オフピーク時の運行頻度は以下の通り。
- ロンドン・ヴィクトリア駅行き：毎時1本
- ブライトン駅行き：毎時1本
- イーストボーン駅行き：毎時1本
- アシュフォード国際駅行き：毎時1本

## 駅構造
相対式2面2線のホームを持つ地上駅。ホーム同士は跨線橋で繋がっている。

### のりば
| のりば | 路線                        | 方向 | 行先                                   |
| ------ | --------------------------- | ---- | -------------------------------------- |
| 1      | ■マーシュリンク線           | 下り | アシュフォード方面                     |
| 2      | ■イースト・コーストウェイ線 | 上り | ロンドン・ヴィクトリア、ブライトン方面 |
| 2      | ■ヘイスティングス線         | 上り | ロンドン・チャリング・クロス方面       |

## 隣の駅
ネットワーク・レール
■サザン（ゴヴィア・テムズリンク・レールウェイ）
イースト・コーストウェイ線
ヘイスティングス駅 - オア駅
マーシュリンク線
ヘイスティングス駅 - オア駅 - スリー・オークス駅
■サウスイースタン
ヘイスティングス線
ヘイスティングス駅 - オア駅